# 津川雅彦長女誘拐事件
津川雅彦長女誘拐事件（つがわまさひこちょうじょゆうかいじけん）は、1974年に起こった略取事件。略取された女児は著名な俳優である津川雅彦と朝丘雪路の娘（真由子）であったため、注目を集めた。

## 経緯
1974年8月15日午前3時、東京都世田谷区の津川雅彦・朝丘雪路宅2階から長女・真由子（まゆこ・当時生後5カ月）が略取され、身代金500万円が要求される。犯人は身代金を第一勧業銀行（現：みずほ銀行）の偽名口座に振り込むことを要求し、津川は警察の指示に従って当日に150万円を指定の口座に振り込んだ。
当時の銀行では口座を作る際に本人確認は行われておらず、現金と印鑑さえあれば偽名でも開設することが可能であった。更に、当時のオンラインシステムから得られる情報では口座からの引き出しが行われたCD機の特定もできなかったため、振込先の口座情報から犯人を辿ることは困難であった。そのため、警察は第一勧業銀行の全店舗に人員を配置し、取引発生のたびに捜査員がCD機周辺の顧客を包囲して犯人を捜すという大掛かりな作戦を展開したが、略取犯の特定にはつながらなかった。
この間、第一勧銀事務センターのSEが、8月15日深夜に突貫作業でソフトウェアを書き換え、翌日8月16日には取引CD機が特定できるようにし、第一勧銀のオンラインシステムが更新された。
この結果、8月16日正午、第一勧業銀行東京駅南口出張所のCD機から2000円、続いて29万円が引き出されたことが判明。張り込みの刑事がただちに該当する23歳の男の身柄を確保し、男が所有していた暗証番号とカード番号が一致したことを問い詰めると犯行を自供したため、同日午後5時に逮捕した。人質は犯人の家である千葉県我孫子市のアパートにおり、同日午後7時15分、41時間ぶりに発見され無事に保護された。
犯人の男は当初、佐川満男・伊東ゆかり夫妻の長女（宙美）を略取する予定だったが、住所がわからなかったため、津川夫妻の長女に変更した。
その後の捜査で、犯人は津川の家庭状況や自宅の住所・間取りなどの知識を週刊誌等で得ていたことが判明した。裁判では犯人に懲役12年6カ月の刑が確定した。
本事件は被害者が有名人の子供ということと、身代金の受け渡しに当時普及したばかりのCD機を利用したものだったことから世間の注目を集めた。なお、人質だった真由子は、成人後の1998年に女優としてデビューしている。事件から50年経った2024年8月15日、東京・中央区のBLUE MOODでのライブイベントにて千葉県のラブホテルに監禁されていたと語っている。

## 東京新聞の報道に対する津川の批判
東京新聞（中日新聞東京本社）はこの略取事件について「生活も育児も“狂う”スター」と題し、「私生活の中までブラウン管にさらけ出すタレントの生き方に、今度のような事件に巻き込まれるスキはなかっただろうか」と、1964年に発生した高島忠夫長男殺害事件などを例に芸能人夫婦の子供が犯罪に遭った事例を検証。津川と朝丘が事件直前の8月11日にフジテレビのトーク番組「ラブラブショー」に出演し、真由子を含めた一家の暮らしを「初公開」と銘打って披露していたことを指摘し、「こうした姿勢が犯人を刺激する可能性は十分あったと言える」と批判的に報じた。医師や心理学者らの「夜中にノコノコやってきた犯人にわが子をとられるなんて論外」「芸能人でもまじめな生活を送っている人なら、ねらわれることも少ないはずだ」という厳しいコメントも掲載した。
これに対し津川はフジテレビのスタジオから生中継で東京新聞の編集長に電話を掛けて抗議。津川によれば「新聞は公器だ。誘拐なんて凶悪犯罪は二度と起こらないよう書くのが君たちの務めだろう？『悪いのは親だ』っていって、犯人予備軍達が『役者の子』なら許されると、懲りずにやったらどう責任とるんだ。役者がアホなのは反論しない。アホだから役者やってんだよ！ でも、娘には何の罪もない。下衆な役者の子だから誘拐されて良いって法はない!! ジャーナリストとして恥を知れ」と訴えたが、編集長は「私は正しい」と繰り返すばかりだったという。津川は「君は今後、津川雅彦の顔を見る度に、良心が苛まれるぞ」と言い放った。津川はこの件以降、東京新聞を読まなくなったと語っている。

## 事件の津川への影響
当時、従前は演じる事が多かった主役での出演にこだわっていたため仕事が来なかった津川は経済的に妻に依存しており、犯人から要求された身代金も妻が捻出した。このことがきっかけで津川は「役者のこだわりよりもこの子のために何でもやって頑張るんだ」「とにかく片っ端からいろんな役をやってみよう」と一念発起し、役者としての幅が広がる結果となった。
自身が役者であったばかりに危険にさらされた娘に対し呵責を感じており、「彼女にとって世界一の父親になってやろう」と決意した津川は子煩悩になり、真由子に尽くした。津川は後に「誘拐犯はある意味、恩人と言ってもいいかもしれない」と振り返っている。娘のトラウマになることを恐れた津川は、事件について語ることなく過保護にもならないよう気を使いながら真由子を育てており、物心ついた本人が事件のことを初めて知ったのは、通っていた中学校で教師から教えられたときであった。
津川は2013年7月から北朝鮮による日本人拉致問題の啓発ポスターでモデルを務めていたが、拉致問題担当大臣だった古屋圭司によると、津川は古屋の依頼に対し「私は、かつて子どもが小さかった時に、誘拐されたことがあるんです。無事で帰ってきたからいいけれど、北朝鮮に何十年も（子どもを）拉致されたままの親の気持ちって、すごく分かるんですよ。ぜひ引き受けましょう!!」と語っていた。

## 関連書籍
- 『恋娘 パパを育ててくれた君へ』（津川雅彦著、主婦の友社、1984年） - 娘の真由子に語りかける文体で構成されたエッセイ。「第二章 誘拐事件」において事件の発端から解決までの顛末が仔細に語られている。